# Scottish Senior Open
Het Scottish Senior Open is een golftoernooi voor spelers van 50 jaar en ouder. Het maakt sinds 1992 deel uit van de Europese Senior Tour.
In 2008 won Peter Mitchell dit toernooi, zijn tweede overwinning in zijn rookie-jaar.
Het toernooi bestaat uit drie rondes strokeplay. Het wordt niet steeds op dezelfde baan gespeeld. In 2009, 2010 en 2011 viel de eer te beurt aan de Fairmont baan in St Andrews, ontworpen door Sam Torrance. De baan heeft een par van 72. In 2009 maakte Glenn Ralph een comeback. Nadat hij in 2007 zijn enkel brak tijdens een vakantie in Mauritius, waardoor het leek dat hij zijn golfcarrière misschien zou moeten afbreken en hij een jaar lang geen toernooien speelde, kwam hij versterkt terug in 2009. In Brunei werd hij zesde, in Ierland en Wales tiende en in Schotland behaalde hij zijn eerste overwinning op de Europese Senior Tour.
In 2010 en 2011 werd het toernooi gewonnen door Barry Lane.
| Jaar                                       | Baan                           | Winnaar                     | Score                       | Score                       |
| Shell Scottish Seniors Open                | Shell Scottish Seniors Open    | Shell Scottish Seniors Open | Shell Scottish Seniors Open | Shell Scottish Seniors Open |
| ------------------------------------------ | ------------------------------ | --------------------------- | --------------------------- | --------------------------- |
| 1993                                       | Royal Aberdeen                 | Tommy Horton                |                             |                             |
| 1994                                       | Royal Aberdeen                 | Antonio Garrido             |                             |                             |
| 1995                                       | Royal Aberdeen                 | Brian Huggett               |                             |                             |
| Scottish Seniors Open                      |                                |                             |                             |                             |
| 1996                                       | Newmacher, Aberdeen            | John Morgan                 |                             |                             |
| 1997                                       | Newmacher, Aberdeen            | Tommy Horton                |                             |                             |
| 1998                                       | Marriott Dalmahoy Hotel & CC   | David Huish                 | 205                         | -11                         |
| The Dalmahoy Scottish Seniors Open         |                                |                             |                             |                             |
| 1999                                       | Marriott Dalmahoy Hotel & CC   | Neil Coles                  | 206                         | -10                         |
| The Scotsman Scottish Seniors Open         |                                |                             |                             |                             |
| 2000                                       | Marriott Dalmahoy Hotel & CC   | Noel Ratcliffe              | 205                         | -11                         |
| Scottish Seniors Open                      |                                |                             |                             |                             |
| 2001                                       | Roxburghe Golf Club            | David Oakley po             | 210                         | -6                          |
| Charles Church Scottish Seniors Open       |                                |                             |                             |                             |
| 2002                                       | Roxburghe Golf Club            | Denis Durnian               | 206                         | -10                         |
| 2003                                       | Roxburghe Golf Club            | Terry Gale                  | 205                         | -11                         |
| 2004                                       | Roxburghe Golf Club            | Bill Longmuir               | 210                         | -6                          |
| 2005                                       | Roxburghe Golf Club            | Nick Job                    | 206                         | -10                         |
| 2006                                       | Marriott Dalmahoy Hotel & C.C. | Sam Torrance                | 213                         | -3                          |
| 2007                                       | Marriott Dalmahoy Hotel & C.C. | José Rivero                 | 206                         | -10                         |
| Scottish Seniors Open                      |                                |                             |                             |                             |
| 2008                                       | Marriott Dalmahoy Hotel & C.C. | Peter Mitchell              | 207                         | -9                          |
| Cleveland Golf/Srixon Scottish Senior Open |                                |                             |                             |                             |
| 2009                                       | Fairmont St Andrews            | Glenn Ralph                 | 208                         | -8                          |
| 2010                                       | Fairmont St Andrews            | Barry Lane                  | 212                         | -4                          |
| 2011                                       | Fairmont St Andrews            | Barry Lane                  | 202                         | -14                         |

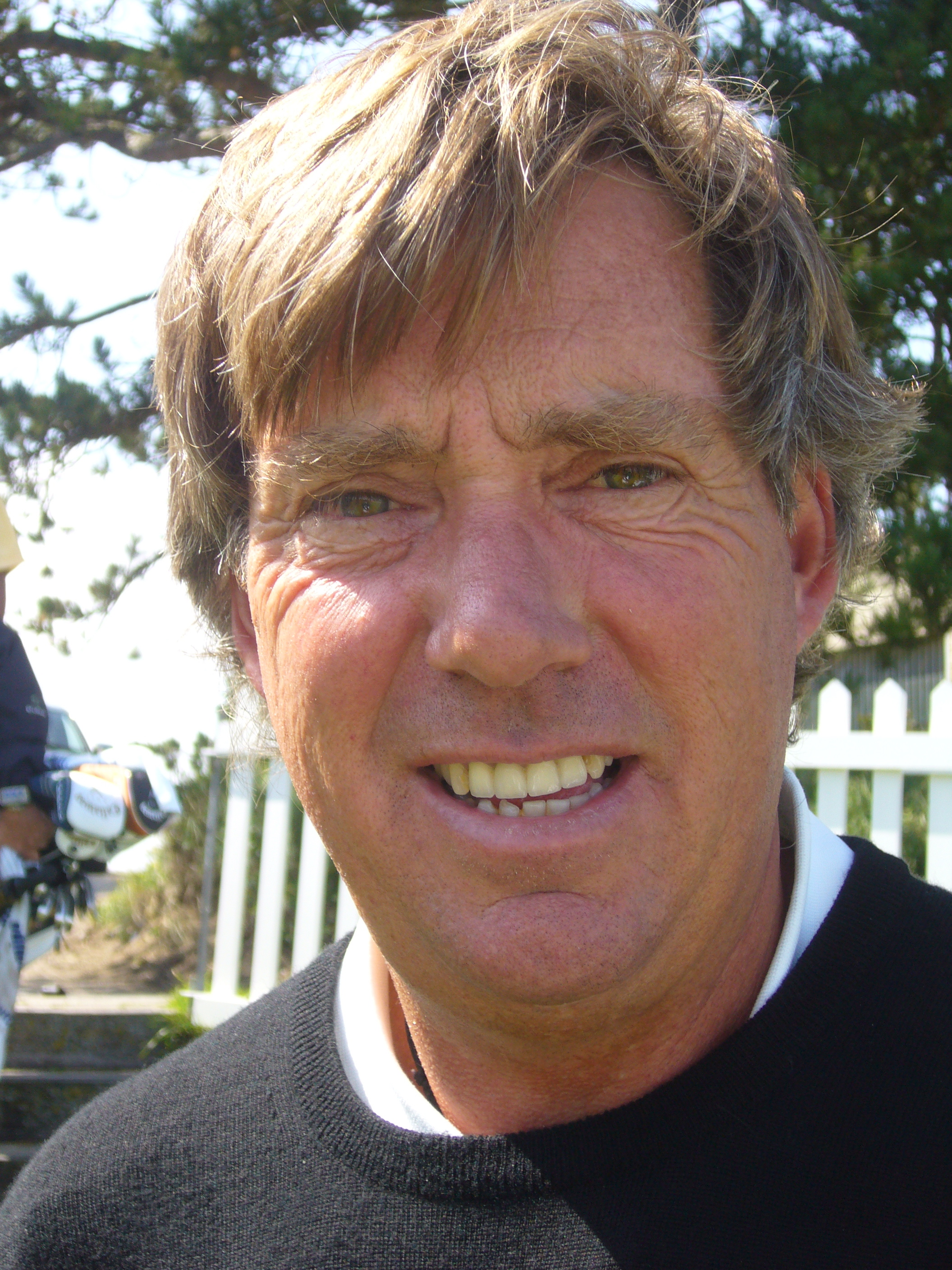
Barry Lane, winnaar 2010 en 2011

po 2001: David Oakley won de play-off van Keith MacDonald.

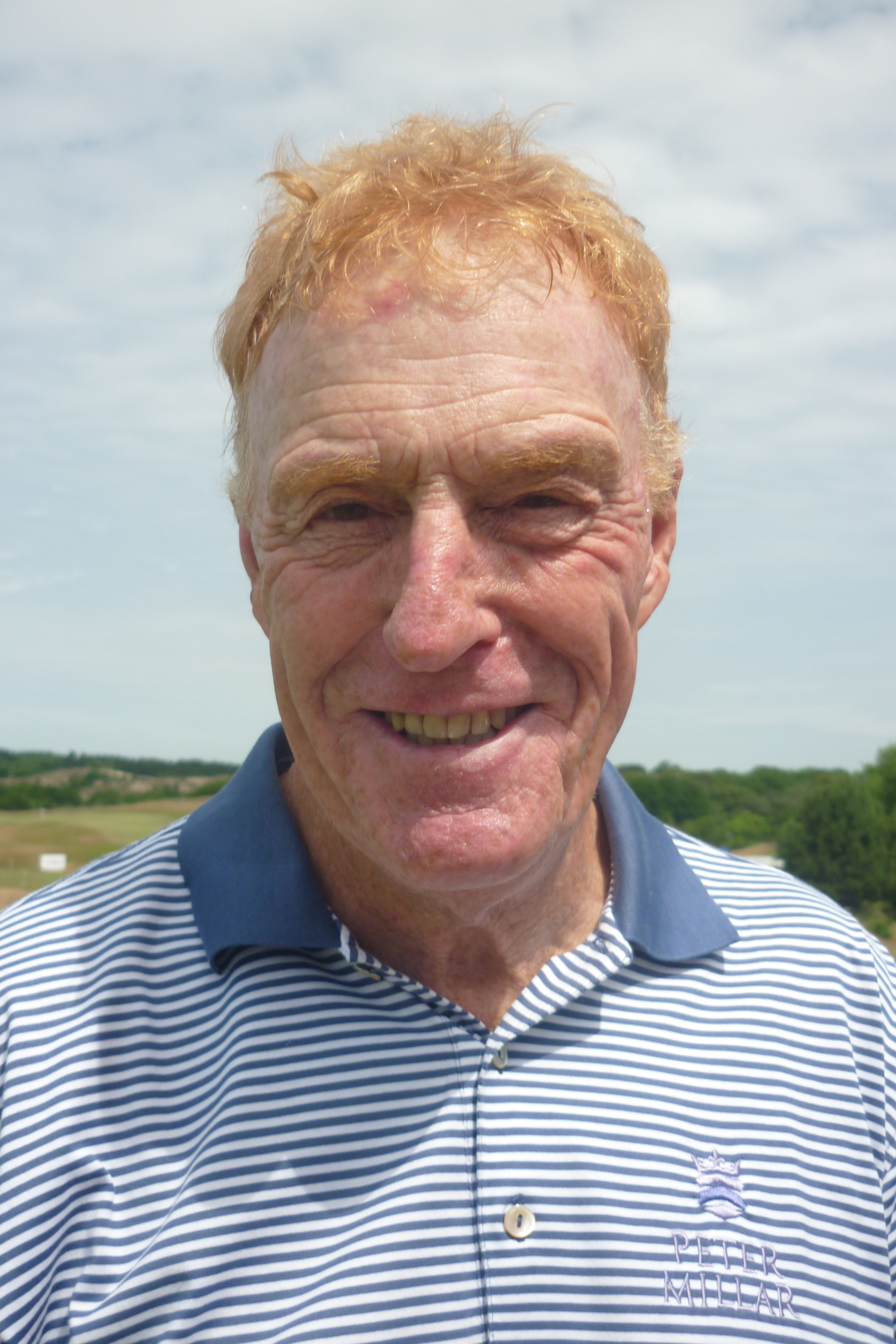
Nick Job winnaar 2005
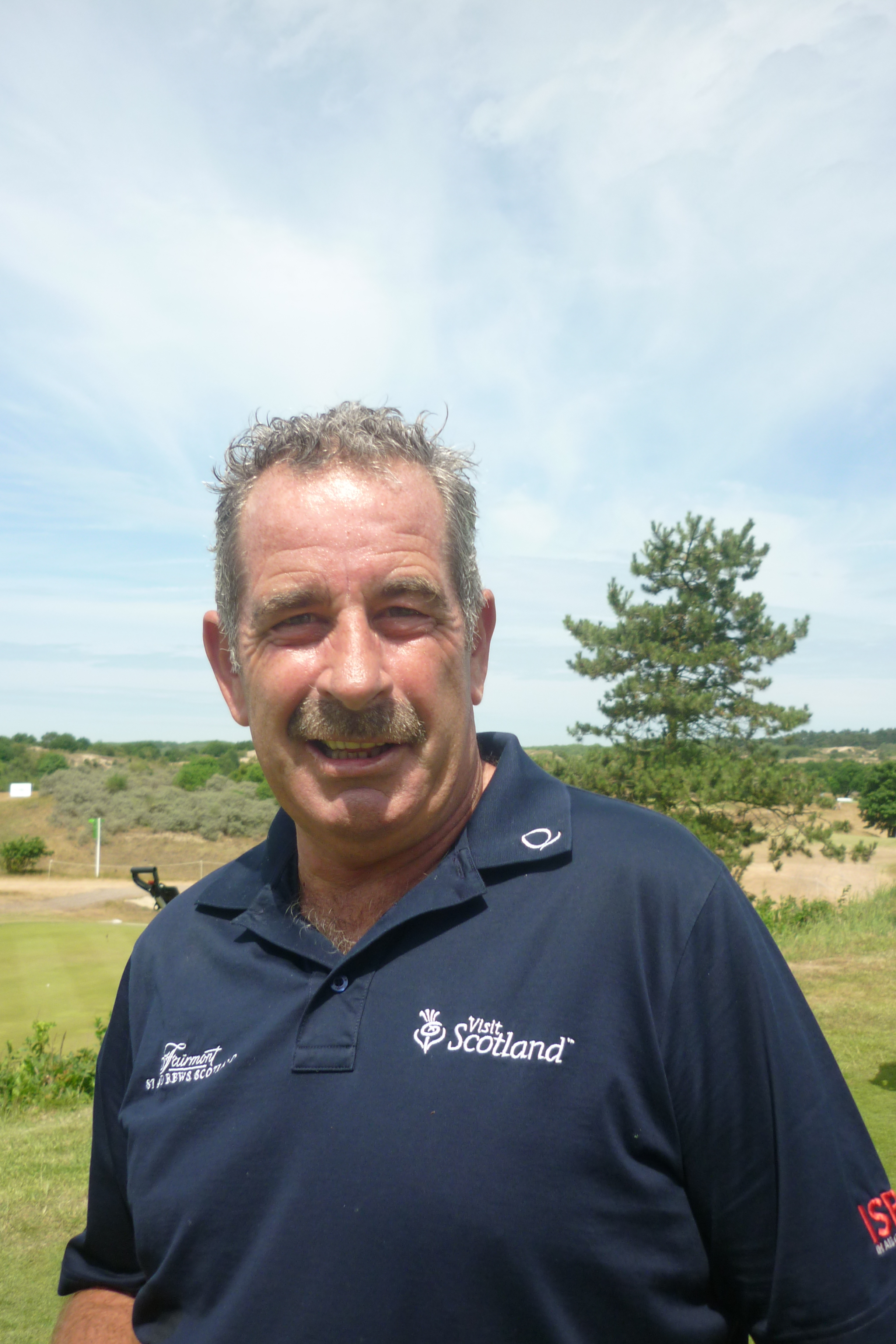
Sam Torrance winnaar 2006
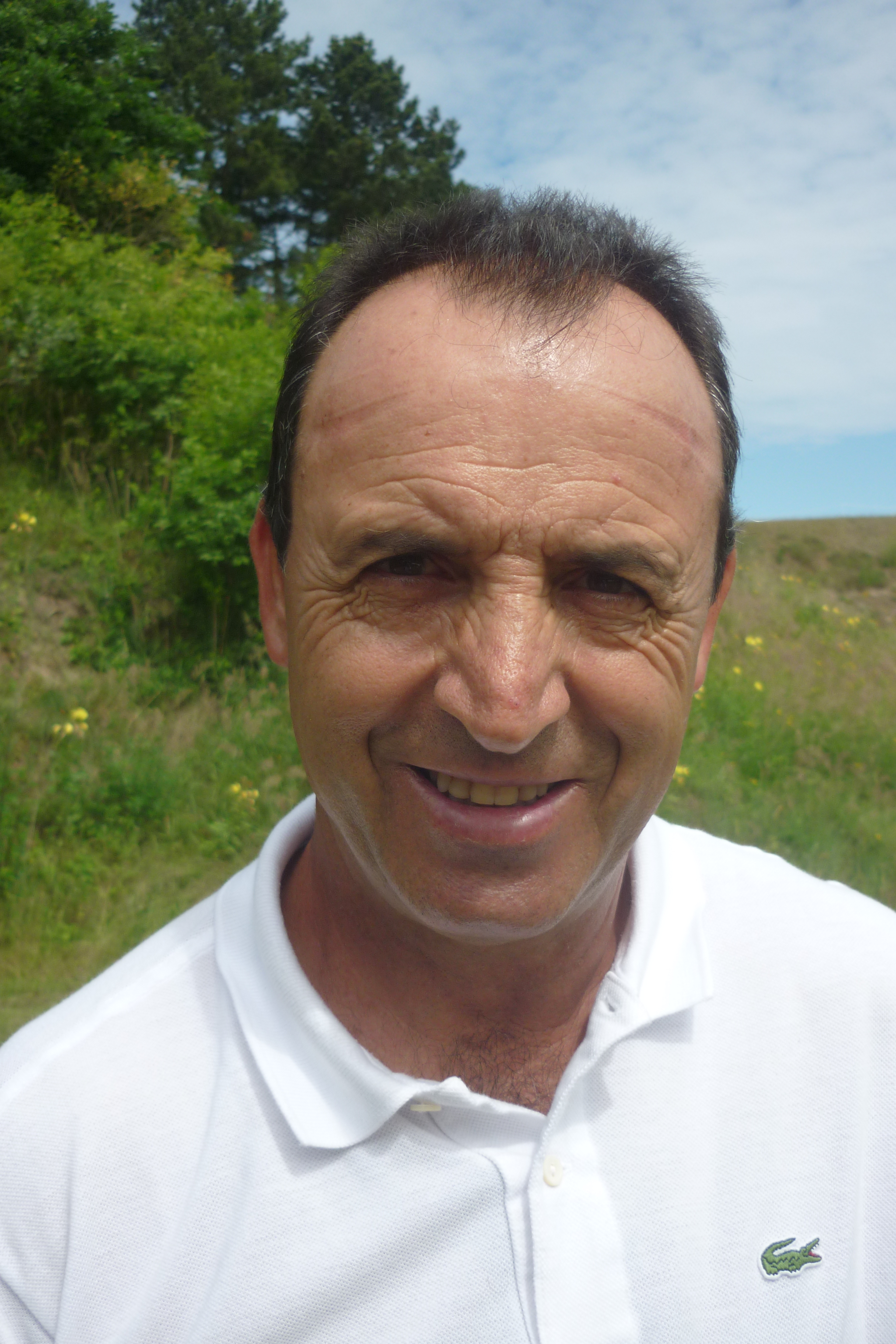
José Rivero winnaar 2007
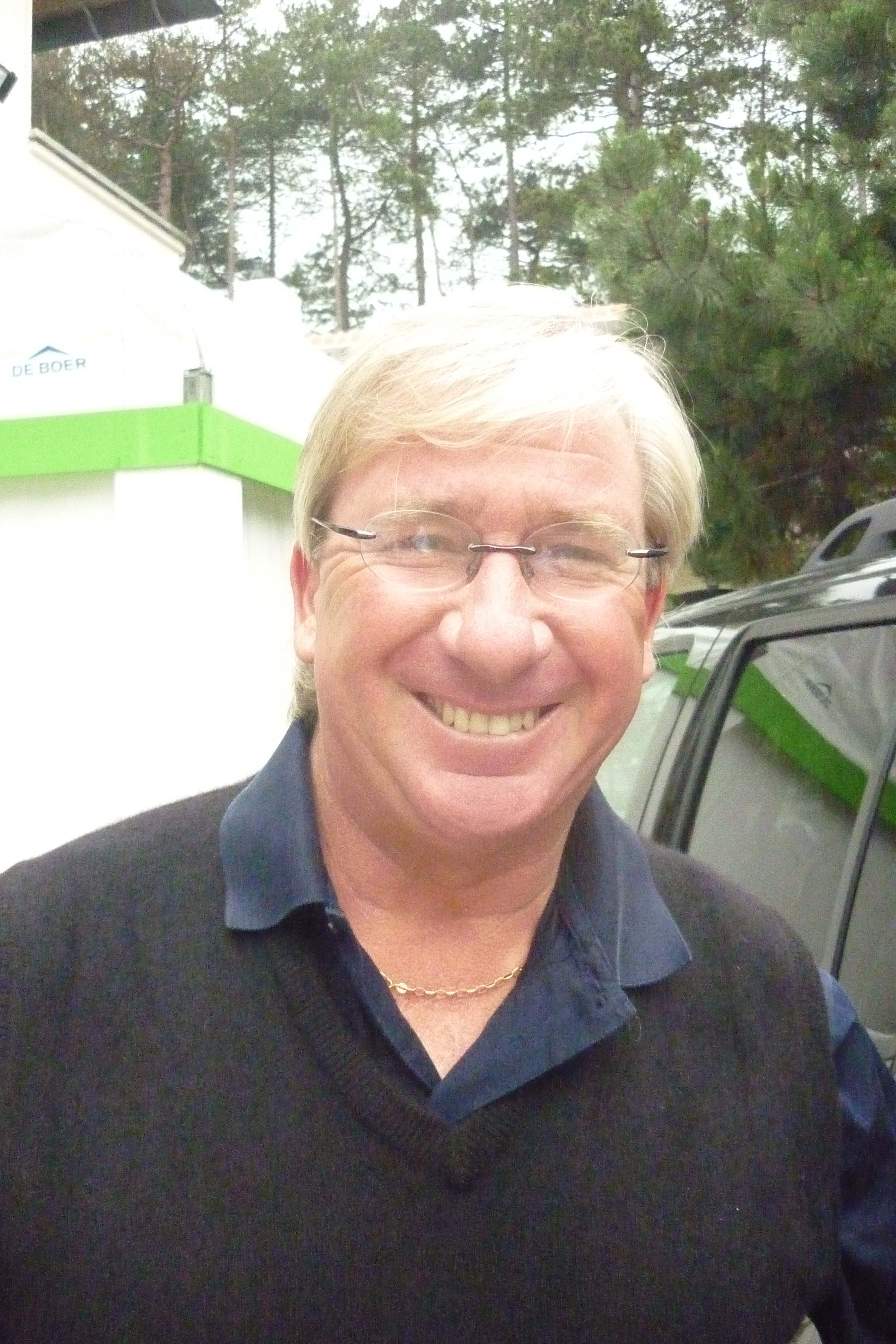
Peter Mitchell winnaar 2008
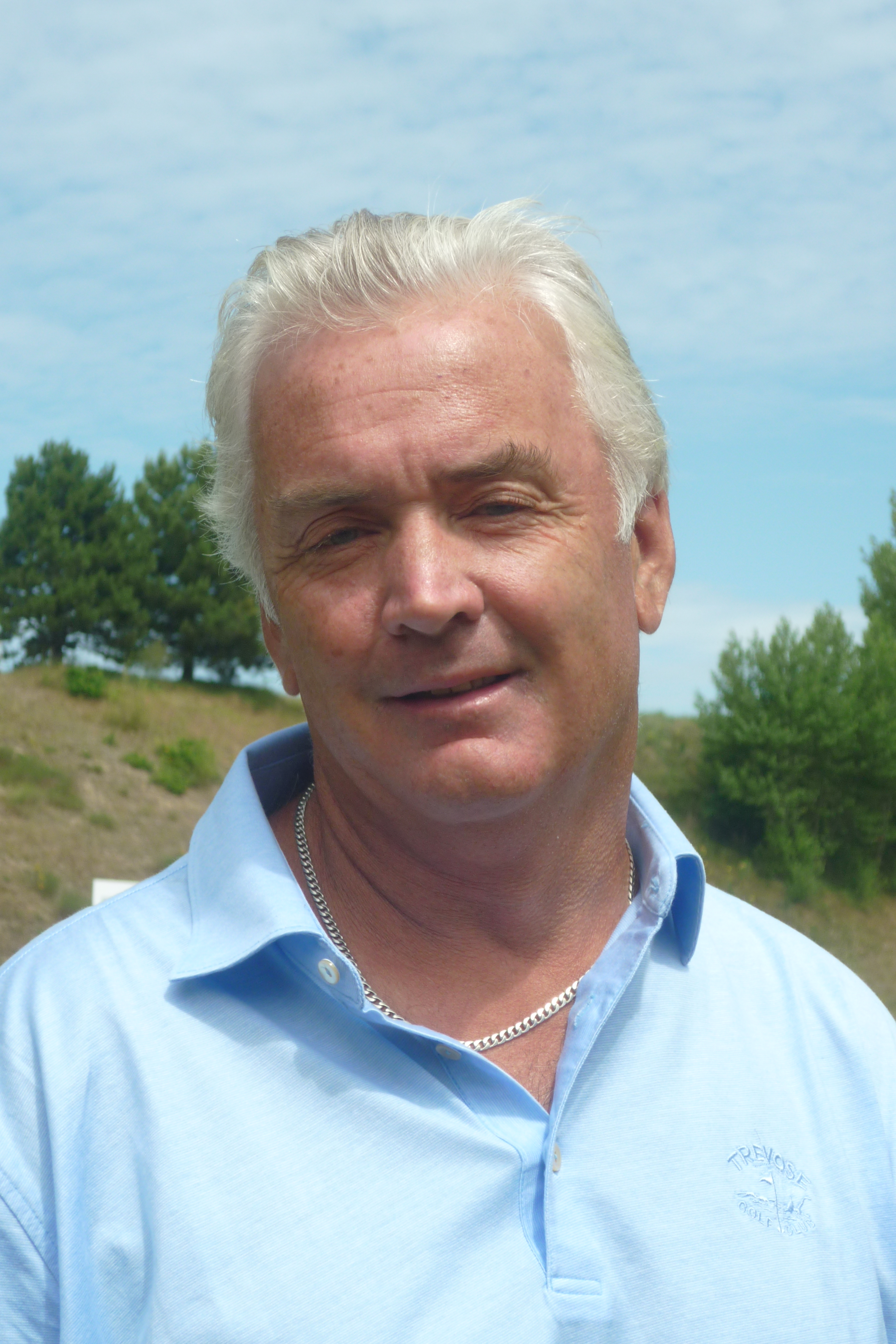
Glenn Ralph winnaar 2009